# 首尔特别市都市铁道公社
首尔特別市都市铁道公社（：／ Seoul Teukbyeolsi Doshi Cheoldo Gongsa */?），简称SMRT或首尔都市铁道，是韓國一家曾經存在的鐵路公司，于1994年成立，负责營運首尔地下铁5～8号线。2017年時與首尔地铁合併為首尔交通公社。

## 历史
- 1994年1月10日 - 首尔特别市都市铁道公社设置条例交付。
- 1994年3月15日 - 首尔特别市都市铁道公社创立。
- 1995年11月15日 - 5号线通车
- 1996年10月11日 - 7号线通车
- 1996年11月23日 - 8号线通车
- 2000年8月7日 - 6号线通车
- 2003年8月28日 - 公社内部改组。
- 2017年5月31日 - 併入首尔交通公社。